# 塔莱 (朗德省)
塔莱（法語：Taller）是法国朗德省的一个市镇，属于达克斯区（Dax）卡斯泰特县（Castets）。该市镇总面积41.07平方公里，2009年时的人口为402人。

## 人口
塔莱人口变化图示